# بزرگراه میان‌ایالتی ۸۶ (شرق)
بزرگراه میان ایالتی ۸۶ (شرق) (به انگلیسی: Interstate-86، مخفف:I-86(E)) یکی از بزرگراه‌های میان ایالتی آمریکاست. که مسیر شرقی-غربی داشته و زیرمجموعه ندارد.